# Istorija biologije
Istorija biologije prati proučavanje živog sveta od pradavnih do modernih vremena. Iako je koncept biologije kao jedinstvenog polja nastao u 19. veku, biološke nauke su potekle iz tradicije medicine i prirodne istorije koja seže sve do ajurvede, drevne egipatske medicine i dela Aristotela i Galena u drevnom grčko-rimskom svetu. Ovo drevno delo su dalje razvili u srednjem veku muslimanski lekari i naučnici poput Avicene. Tokom evropske renesanse i ranog modernog perioda, biološka misao je preporođena je u Evropi ponovnim interesovanjem za empirizam i otkrićem mnogih novih organizama. Prominentne ličnosti ovog pokreta bili su Vezalijus i Harvi, koji su koristili eksperimentiranje i pažljivo posmatranje u fiziologiji, i prirodnjaci kao što su Line i Bufon koji su počeli da klasifikuju raznolikost života i fosilne zapise, kao i razvoj i ponašanje organizama. Antoni van Levenhuk je mikroskopijom otkrio prethodno nepoznati svet mikroorganizama, postavljajući temelje ćelijskoj teoriji. Rastući značaj prirodne teologije, delom kao odgovor na uspon mehaničke filozofije, podstakao je rast prirodne istorije (iako nije bila u skladu sa stavom o dizajnu).
Tokom 18. i 19. veka, biološke nauke kao što su botanika i zoologija postale su sve profesionalnije naučne discipline. Lavoazije i drugi fizički naučnici počeli su da povezuju živi i neživi svet kroz fiziku i hemiju. Istraživači-prirodnjaci, poput Aleksandara fon Humbolta, istraživali su interakciju između organizama i njihove sredine, i načina na koji ovaj odnos zavisi od geografije - postavljajući temelje biogeografiji, ekologiji i etologiji. Naturalisti su počeli da odbijaju esencijalizam i da razmatraju važnost izumiranja i izmenljivosti vrsta. Ćelijska teorija pružila je novu perspektivu o temeljnoj osnovi života. Ova kretanja, kao i rezultati embriologije i paleontologije, spojeni su u teoriji evolucije Čarlsa Darvina prirodnom selekcijom. Krajem 19. veka došlo je do pada spontane generacije i porasta značaja mikrobne teorije bolesti, iako je mehanizam nasleđivanja ostao misterija.
Početkom 20. veka, ponovno otkriće Mendelovog dela dovelo je do brzog razvoja genetike zaslugom Tomasa Hanta Morgana i njegovih učenika, a do 1930-ih do kombinacije populacijske genetike i prirodne selekcije u „neodarvinističkoj sintezi”. Nove discipline su se brzo razvijale, posebno nakon što su Votson i Krik predložili strukturu DNK. Nakon uspostavljanja centralne dogme i rešavanja genetskog koda, biologija je u velikoj meri podeljena između organizamske biologije - polja koja se bavi celim organizmima i grupama organizama - i polja koja izučavaju na ćelijsku i molekularnu biologiju. Krajem 20. veka nova polja poput genomike i proteomike preokrenula su ovaj trend, pri čemu organizamski biolozi koriste molekularne tehnike, a molekularni i ćelijski biolozi istražuju međusobne interakcije gena i životne sredine, kao i genetiku prirodnih populacija .

## Etimologuja biologije
Reč biologija je formirana kombinovanjem grčke reči βίος (bios), sa značenjem „život”, i sufiksa '-logija', sa značenjem „nauka”, „znanje”, „studija”, na bazi grčkog glagola λέγειν, 'legein' „odabrati”, „prikupiti” (cf. imenica λόγος, 'logos' „reč”). Postoje indikacije da su pojam biologija u njegovom modernom smislu nezavisno uveli Tomas Bedos (1799), Karl Fridrih Bardah (1800), Gotfrid Rejnhold Treviranus (Biologie oder Philosophie der lebenden Natur, 1802) i Žan Batist Lamark (Hydrogéologie, 1802). Sama reč pojavljuje se u naslovu 3. toma Majkl Kristof Hanove knjige Philosophiae naturalis sive physicae dogmaticae: Geologia, biologia, phytologia generalis et dendrologia objavljene 1766. godine.
Pre biologije, postojalo je nekoliko termina koji su korišćeni za proučavanje životinja i biljaka. Prirodna istorija odnosila se na deskriptivne aspekte biologije, iako je takođe uključivala mineralogiju i druga nebiološka polja. Od srednjeg veka do renesanse, objedinjujući okvir prirodne istorije bila je scala naturae ili veliki lanac postojanja. Prirodna filozofija i prirodna teologija obuhvatale su konceptualnu i metafizičku osnovu biljnog i životinjskog života, baveći se problemima kao što je razlozi postojanja organizama i datih vidova ponašaja, mada su ti predmeti razmatranja takođe obuhvatali i ono što je danas geologija, fizika, hemija i astronomija. Fiziologija i (botanička) farmakologija bile su obuhvaćene medicinom. Botanika, zoologija i (u slučaju fosila) geologija zamenili su prirodnu istoriju i prirodnu filozofiju u 18. i 19. veku pre nego što je biologija široko prihvaćena. Do danas se široko koriste „botanika” i „zoologija”, mada su se njima pridružile i druge potdiscipline biologije.

## Literatura
- Agar, Jon. Science in the Twentieth Century and Beyond. Polity Press. ISBN 978-0-7456-3469-2.: Cambridge, 2012.
- Allen, Garland E. Thomas Hunt Morgan: The Man and His Science. Princeton University Press. ISBN 0-691-08200-6.: Princeton, 1978.
- Allen, Garland E (1975). Life Science in the Twentieth Century. Cambridge University Press..
- Annas, Julia.  Boardman, John; Griffin, Jasper; Murray, Oswyn, ур. Classical Greek Philosophy. ISBN 0-19-872112-9.. The Oxford History of the Classical World. Oxford University Press: New York, 1986.
- Barnes, Jonathan.  Boardman, John; Griffin, Jasper; Murray, Oswyn, ур. Hellenistic Philosophy and Science. ISBN 0-19-872112-9.. The Oxford History of the Classical World. Oxford University Press: New York, 1986.
- Bowler, Peter J. The Earth Encompassed: A History of the Environmental Sciences. ISBN 0-393-32080-4.. W. W. Norton & Company: New York, 1992.
- Bowler, Peter J. The Eclipse of Darwinism: Anti-Darwinian Evolution Theories in the Decades around 1900. The Johns Hopkins University Press. ISBN 0-8018-2932-1.: Baltimore, 1983.
- Bowler, Peter J. Evolution: The History of an Idea. University of California Press. 2003. ISBN 0-520-23693-9..
- Browne, Janet. The Secular Ark: Studies in the History of Biogeography. ISBN 0-300-02460-6.. Yale University Press: New Haven, 1983.
- Bud, Robert. The Uses of Life: A History of Biotechnology. Cambridge University Press. ISBN 0-521-38240-8.: London, 1993.
- Caldwell, John (јануар 2006). „Drug metabolism and pharmacogenetics: the British contribution to fields of international significance.”. British Journal of Pharmacology. 147 (1): S89—S99.,.
- Coleman, William. Biology in the Nineteenth Century: Problems of Form, Function, and Transformation. Cambridge University Press. ISBN 0-521-29293-X.: New York, 1977.
- Creager, Angela N. H. The Life of a Virus: Tobacco Mosaic Virus as an Experimental Model, 1930–1965. University of Chicago Press. ISBN 0-226-12025-2.: Chicago, 2002.
- Creager, Angela N. H. „Building Biology across the Atlantic,”. Journal of the History of Biology. 36 (3): 579—589. септембар 2003. essay review in
- de Chadarevian, Soraya. Designs for Life: Molecular Biology after World War II. Cambridge University Press. ISBN 0-521-57078-6.: Cambridge, 2002.
- Dietrich, Michael R. "Paradox and Persuasion: Negotiating the Place of Molecular Evolution within Evolutionary Biology," in Journal of the History of Biology, Vol. 31 (1998), pp. 85–111.
- Davies, Kevin. Cracking the Genome: Inside the Race to Unlock Human DNA. The Free Press. ISBN 0-7432-0479-4.: New York, 2001.
- Fruton, Joseph S. Proteins, Enzymes, Genes: The Interplay of Chemistry and Biology. Yale University Press. ISBN 0-300-07608-8.: New Haven, 1999.
- Gottweis, Herbert. Governing Molecules: The Discursive Politics of Genetic Engineering in Europe and the United States. MIT Press. ISBN 0-262-07189-4.: Cambridge, MA, 1998.
- {{cite book|author=Gould, Stephen Jay |title=The Structure of Evolutionary Theory |location= |publisher= The Belknap Press of Harvard University Press|year=|isbn=0-674-00613-5}: Cambridge, 2002.
- Hagen, Joel B. An Entangled Bank: The Origins of Ecosystem Ecology. Rutgers University Press. ISBN 0-8135-1824-5.: New Brunswick, 1992.
- Hall, Stephen S. Invisible Frontiers: The Race to Synthesize a Human Gene. Atlantic Monthly Press. ISBN 0-87113-147-1.: New York, 1987.
- Holmes, Frederic Lawrence. Meselson, Stahl, and the Replication of DNA: A History of "The Most Beautiful Experiment in Biology". Yale University Press. ISBN 0-300-08540-0.: New Haven, 2001.
- Junker, Thomas (2004). Geschichte der Biologie.. C. H. Beck: München,
- Kay, Lily E. The Molecular Vision of Life: Caltech, The Rockefeller Foundation, and the Rise of the New Biology. Oxford University Press. ISBN 0-19-511143-5.: New York, 1993.
- Kohler, Robert E. Lords of the Fly:. ISBN 0-226-45063-5.Drosophila Genetics and the Experimental Life. Chicago University Press: Chicago, 1994.
- Kohler, Robert E. Landscapes and Labscapes: Exploring the Lab-Field Border in Biology. University of Chicago Press. ISBN 0-226-45009-0.: Chicago, 2002.
- Krimsky, Sheldon. Biotechnics and Society: The Rise of Industrial Genetics. Praeger Publishers: New York. ISBN 0-275-93860-3., 1991.
- Larson, Edward J. Evolution: The Remarkable History of a Scientific Theory. The Modern Library: New York. ISBN 0-679-64288-9., 2004.
- Lennox, James (15. 2. 2006). „Aristotle's Biology”. Stanford Encyclopedia of Philosophy. Приступљено 28. 10. 2006.
- Lovejoy, Arthur O. The Great Chain of Being: A Study of the History of an Idea. Harvard University Press. 1936. ISBN 0-674-36153-9.. Reprinted by Harper & Row, , 2005 paperback:
- Magner, Lois N. A History of the Life Sciences. ISBN 0-8247-0824-5.. third edition. Marcel Dekker, Inc.: New York, 2002.
- Mason, Stephen F (1956). A History of the Sciences. Collier Books.: New York,
- {{cite book|author=Mayr, Ernst |title=The Growth of Biological Thought: Diversity, Evolution, and Inheritance |location= |publisher= The Belknap Press of Harvard University Press|year=|isbn=0-674-36445-7}: Cambridge, Massachusetts, 1982.
- Mayr, Ernst and William B. Provine, eds. The Evolutionary Synthesis: Perspectives on the Unification of Biology. Harvard University Press. ISBN 0-674-27226-9.: Cambridge, 1998.
- Morange, Michel. A History of Molecular Biology. ISBN 0-674-39855-6.. translated by Matthew Cobb. Harvard University Press: Cambridge, 1998.
- Rabinbach, Anson (1992). The Human Motor: Energy, Fatigue, and the Origins of Modernity. University of California Press. ISBN 0-520-07827-6.
- Rabinow, Paul. Making PCR: A Story of Biotechnology. University of Chicago Press. ISBN 0-226-70146-8.: Chicago, 1996.
- Rudwick, Martin J.S. The Meaning of Fossils. The University of Chicago Press. ISBN 0-226-73103-0.: Chicago, 1972.
- Raby, Peter. Bright Paradise: Victorian Scientific Travellers. Princeton University Press. ISBN 0-691-04843-6.: Princeton, 1997.
- Rothman, Sheila M. and David J. Rothman. The Pursuit of Perfection: The Promise and Perils of Medical Enhancement. Vintage Books. ISBN 0-679-75835-6.: New York, 2003.
- Sapp, Jan. Genesis: The Evolution of Biology. Oxford University Press. ISBN 0-19-515618-8.: New York, 2003.
- Secord, James A. Victorian Sensation: The Extraordinary Publication, Reception, and Secret Authorship of. ISBN 0-226-74410-8.Vestiges of the Natural History of Creation. University of Chicago Press: Chicago, 2000.
- Serafini, Anthony (1993). The Epic History of Biology.. Perseus Publishing,
- Sulston, John (2002). The Common Thread: A Story of Science, Politics, Ethics and the Human Genome. National Academy Press. ISBN 0-309-08409-1..
- Smocovitis, Vassiliki Betty. Unifying Biology: The Evolutionary Synthesis and Evolutionary Biology. Princeton University Press. ISBN 0-691-03343-9.: Princeton, 1996.
- Summers, William C. Félix d'Herelle and the Origins of Molecular Biology. Yale University Press. ISBN 0-300-07127-2.: New Haven, 1999.
- Sturtevant, A. H. A History of Genetics. Cold Spring Harbor Laboratory Press. ISBN 0-87969-607-9.: Cold Spring Harbor, 2001.
- Thackray, Arnold, (ур.). Private Science: Biotechnology and the Rise of the Molecular Sciences. University of Pennsylvania Press. ISBN 0-8122-3428-6.: Philadelphia, 1998.
- Wilson, Edward O. Naturalist. Island Press, 1994.
- Zimmer, Carl. Evolution: the triumph of an idea. HarperCollins: New York. ISBN 0-06-113840-1., 2001.

## Spoljašnje veze
- Ernest Ingersoll (1920). „Biology”. Encyclopedia Americana.